# Lepidostoma serratum
Lepidostoma serratum är en nattsländeart som beskrevs av Oliver S. Flint Jr. och Wiggins 1961. Lepidostoma serratum ingår i släktet Lepidostoma och familjen kantrörsnattsländor. Inga underarter finns listade i Catalogue of Life.